# Hisao Kurosawa
Hisao Kurosawa (jap. 黒澤久雄, Kurosawa Hisao, * 20. Dezember 1945 in Japan) ist ein japanischer Filmproduzent und der Sohn des legendären Regisseurs Akira Kurosawa.
Als Präsident der Firma Kurosawa Productions produzierte er die Spätwerke seines Vaters (darunter Ran (1985)) und verwaltet seit dessen Tod im Jahre 1998 bis heute den geistigen Nachlass des großen Filmemachers. Unter anderem hat er die Rechte einiger Werke wie Die sieben Samurai erfolgreich an Computerspielfirmen entliehen, die aus diesen in Japan extrem populären Filmen – unter den strengen Augen Kurosawas – eine ganze Reihe von Spielen gestalten.
Im Jahr 2006 wollte Kurosawa mit dem Samuraifilm Oni sein Regiedebüt fertigstellen. Wie bereits bei Ame Agaru stammt das Drehbuch aus dem Nachlass seines Vaters Akira Kurosawa. Die Geschichte handelt von einem blonden Samurai, der in den Wirren der Epoche der Streitenden Reiche seine Bestimmung entdecken muss.
Im April 2006 gründete er ferner die Akira-Kurosawa-Filmschule in Tokyo, die einen Zweijahreskurs für Schauspiel, Regie und Filmproduktion anbietet.

## Filmografie (Produzent)
- 1985 – Ran
- 1990 – Akira Kurosawas Träume (Yume)
- 1991 – Rhapsodie im August (Hachi-gatsu no kyôshikyoku)
- 1993 – Madadayo
- 1999 – Ame Agaru - Nach dem Regen (Ame Agaru)

## Filmografie (Regisseur)
- 2000 – A Message from Akira Kurosawa: For Beautiful Movies